# Entremez

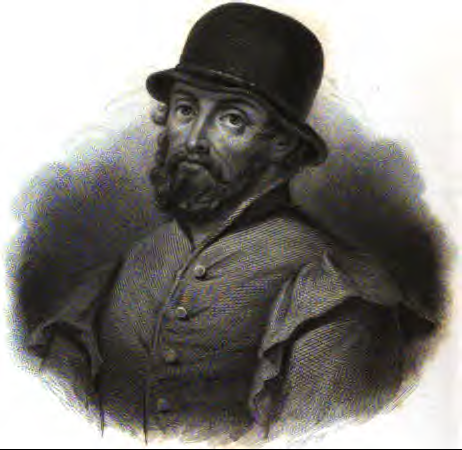
Lope de Rueda, um dos percussores do entremez

O entremez é uma peça dramática jocosa de apenas um ato, protagonizada por personagens das classes populares, que costumam ser representados durante o século de ouro espanhol, isto é, no final do século XVI até o século XVIII. Acabou sendo proibida em 1780. Posteriormente seria substituído pelo chamado estilo teatral sainete. Na Europa, seu equivalente é a farsa, cuja denominação na Espanha se aplicou a qualquer tipo de representação teatral. A palavra entremez se origina do francês.

## Evolução histórica
A evolução histórica do estilo se divide nas seguintes etapas:

### Nascimento
Se enquadram nessa etapa autores entremezes primitivos como Lope de Rueda e Juan de Timoneda. O espetáculo se baseava fundamentalmente no entretenimento, no entanto, também criticava a sociedade de época. Os dramaturgos mais representativos do período eram: Lope de Rueda, Miguel de Cervantes e Calderón de la Barca.

### Esplendor
O entremés atingiu seu auge na segunda metade do século XVI a meados de XVII. São os autores mais originais Miguel de Cervantes, Luis Quiñones de Benavente e Francisco de Quevedo, seguidos por outros autores assíduos do gênero que escreveram nessa época: Alonso de Castillho Solórzano, Alonso Jerónimo de Salas Barbadillo, Antonio Hurtado de Mendoza, Luis Vélez de Guevara e muitos outros.

### Popularidade
Durante sua existência inicial, o entremés obteve grande popularidade, com uma grande produção de peças do gênero. Contudo, ao longo do tempo, as premissas passaram a ser repetitivas, começando a decadência pelo esgotamento das ideias. Porém, alguns entremeses conseguem variar seus estilos, criando um subgênero denominado comédia burlesca. Alguns autores mais importantes desse período foram Jerónimo de Cáncer e Agustín Moreto. Engloba a segunda metade do século XVII

### Decadência
O gênero começa a cair no esquecimento no início do século XVIII, e acaba por desaparecer em 1778, quando os teóricos do iluminismo o proibiram por sua vulgaridade, não se enquadrando nos princípios estéticos do Neoclassicismo. Ainda surgem autores renomados do entremés, como Francisco Castro, Antonio de Zamora, Manuel de León Marchante, Juan de La Hoz e Mota, etc. Todavia, é substituído pelo sainete, de caráter mais intenso e menos lírico, com diálogos mais desenvolvidos e com menos números cantados. No novo gênero, acabam se destacando Ignacio González del Castillo e Ramón de la Cruz.